# 13e étape du Tour d'Espagne 2023
Pour un article plus général, voir Tour d'Espagne 2023.
La 13e étape du Tour d'Espagne 2023 se déroule le vendredi 8 septembre 2023 entre Formigal-Huesca la Magia (Aragon) et le col du Tourmalet en France (Hautes-Pyrénées) sur une distance de 134,7 km.

## Parcours
La 13e étape retourne dans les Pyrénées pour une courte (134,7 km) mais rude journée constituée uniquement de descentes et de montées. Cette étape ainsi que la 17e peuvent être considérées comme les étapes reines de la Vuelta 2023. Partant de la localité frontalière de Formigal, les coureurs grimpent directement le col de Pourtalet (col de 3e catégorie, sommet après 4,4 km de course) où le tracé franchit la frontière entre l'Espagne et la France. Après la descente de ce col, se succèdent les ascensions des cols de l'Aubisque (col hors catégorie, montée de 16,5 km, sommet après 48,7 km de course) et de Spandelles (col de 1re catégorie, montée de 10,3 km, sommet après 82 km de course). L'étape se termine par la cinquième arrivée au sommet de la Vuelta 2023 au mythique col du Tourmalet (col hors catégorie, montée de 18,9 km depuis Luz-Saint-Sauveur, altitude du col : 2 115 m) très régulièrement au programme du Tour de France depuis 1910 et encore franchi deux mois auparavant lors de la 6e étape du Tour de France 2023 .

## Déroulement de la course
Malgré de nombreuses tentatives, aucune échappée matinale ne se formera sur cette étape. Romain Bardet (dsm-firmenich) passe en tête de la première difficulté, le col de Portalet (col de 3e catégorie).
A deux kilomètres du col d'Aubisque, Michael Storer (Groupama-FDJ) lance une attaque, au même moment où le tenant du titre et actuel maillot blanc Remco Evenepoel (Soudal-Quick-Step) est distancé. C'est à ce moment-là que l'équipe Jumbo-Visma décide d'accélérer le tempo pour lâcher définitivement le Belge.
Alors que l'équipe Bahrain Victorious décide d'accélérer, un écart se forme au sein du peloton et quatre coureurs s'échappent dont le maillot rouge Sepp Kuss et son coéquipier Jonas Vingegaard, sans succès.
Michael Storer sera passé en tête de l'Aubisque puis du col de Spandelles pour s'emparer provisoirement du maillot de la montagne. Au pied du col du Tourmalet, le Français Lenny Martinez (Groupama-FDJ), cinquième au classement général, craque.
A huit kilomètres de l'arrivée, Jonas Vingegaard passe à l'offensive. Il est suivi par Juan Ayuso, Primož Roglič, Enric Mas, le maillot rouge Sepp Kuss, Mikel Landa et Cian Uijtdebroeks. Un kilomètre avant le final, le maillot rouge attaque, suivi par Roglič.
L'équipe Jumbo-Visma s'empare donc des trois premières places de l'étape et du classement général. Le groupe de poursuivants termine avec une quarantaine de secondes de retard. Marc Soler, deuxième du classement général, en termine avec 3 minutes de retard et son leader João Almeida termine quinzième à 6'47. Remco Evenepoel termine à plus de 27 minutes des favoris, perdant tout espoir de victoire finale. Sepp Kuss conserve son maillot rouge avec 1'37 et 1'44 d'avance sur ses leaders Roglič et Vingegaard, ce dernier s'emparant du maillot à pois.

Col de Spandelles.
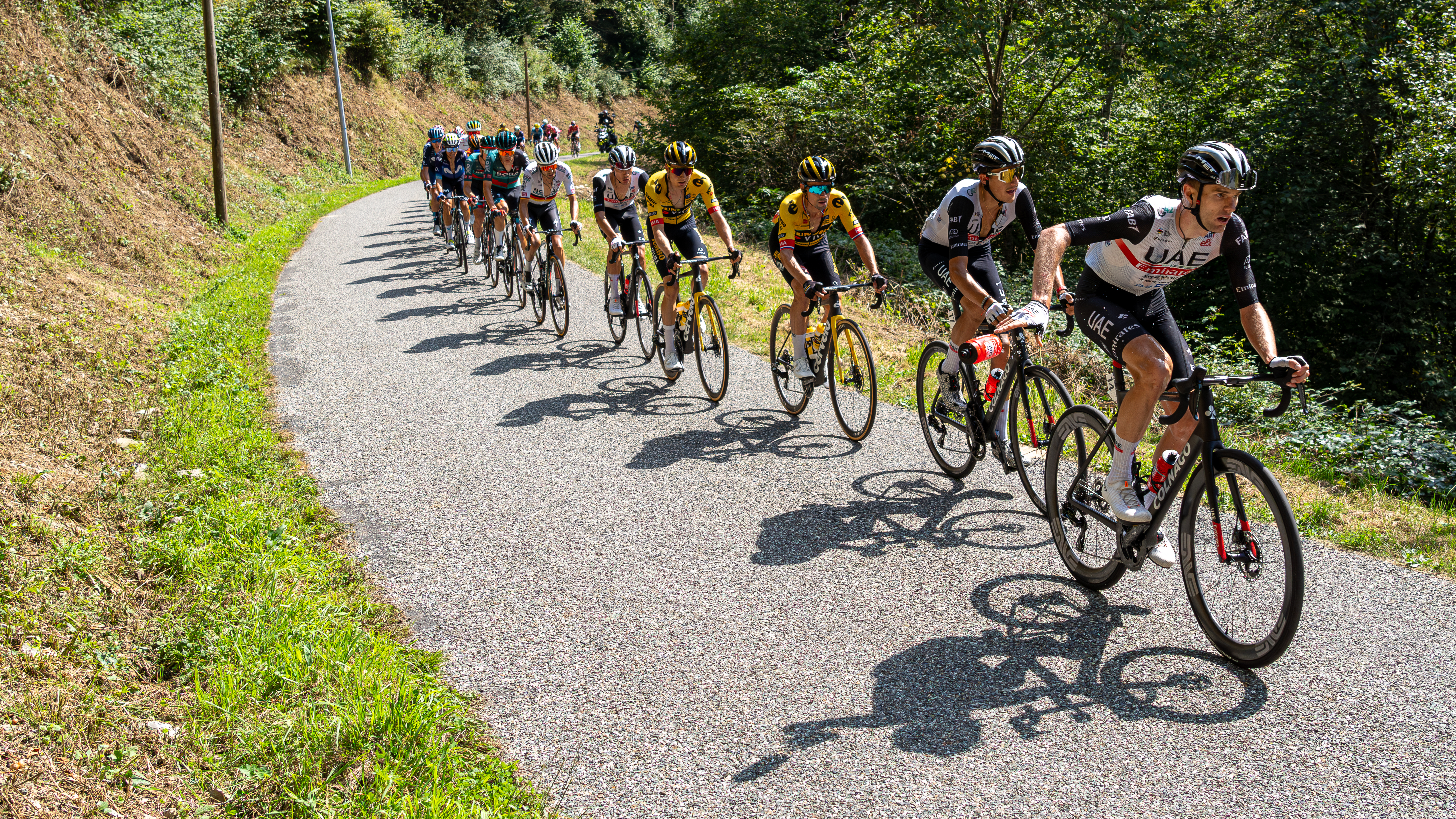
De droite à gauche : Fisher-Black, Soler, et Roglič.
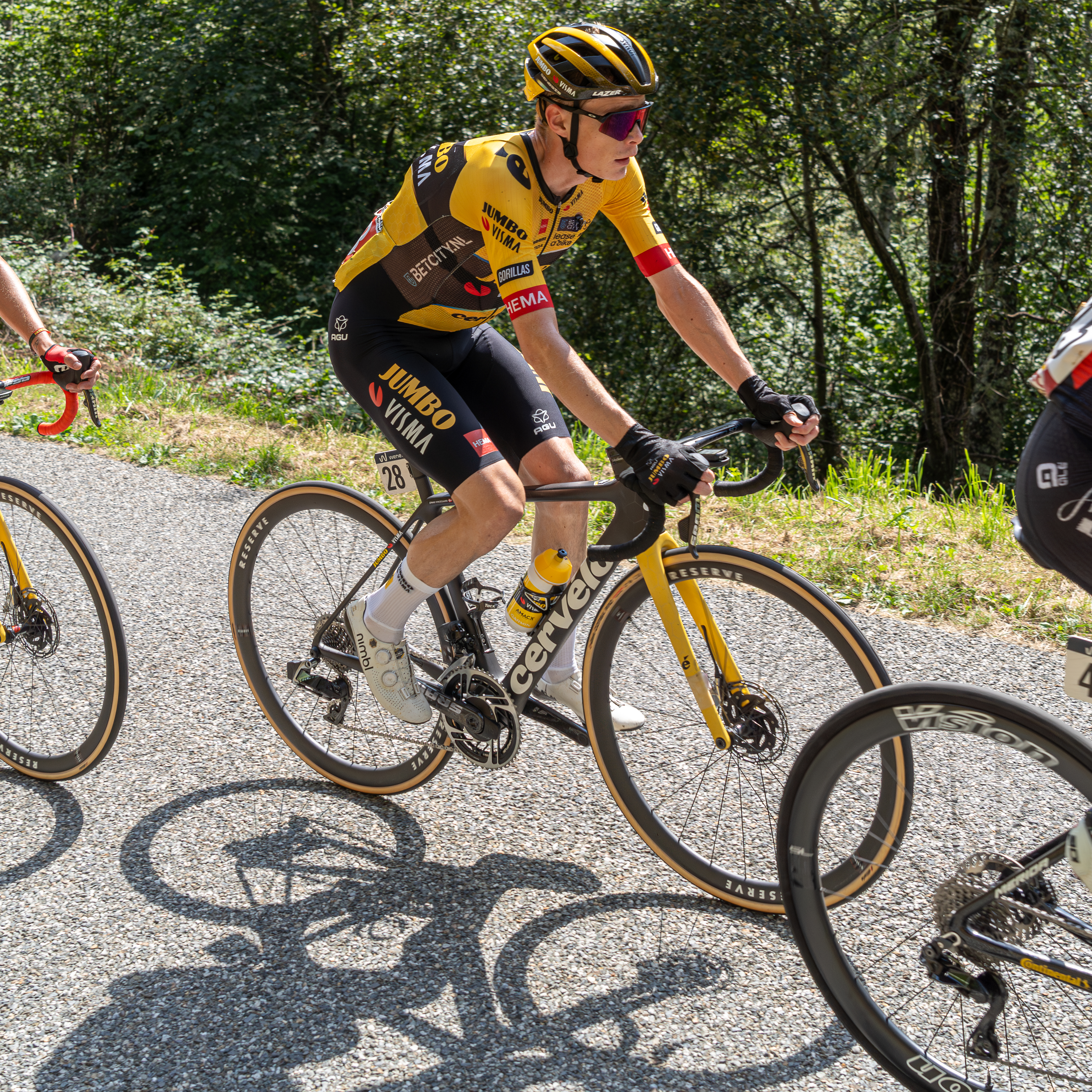
Jonas Vingegaard.
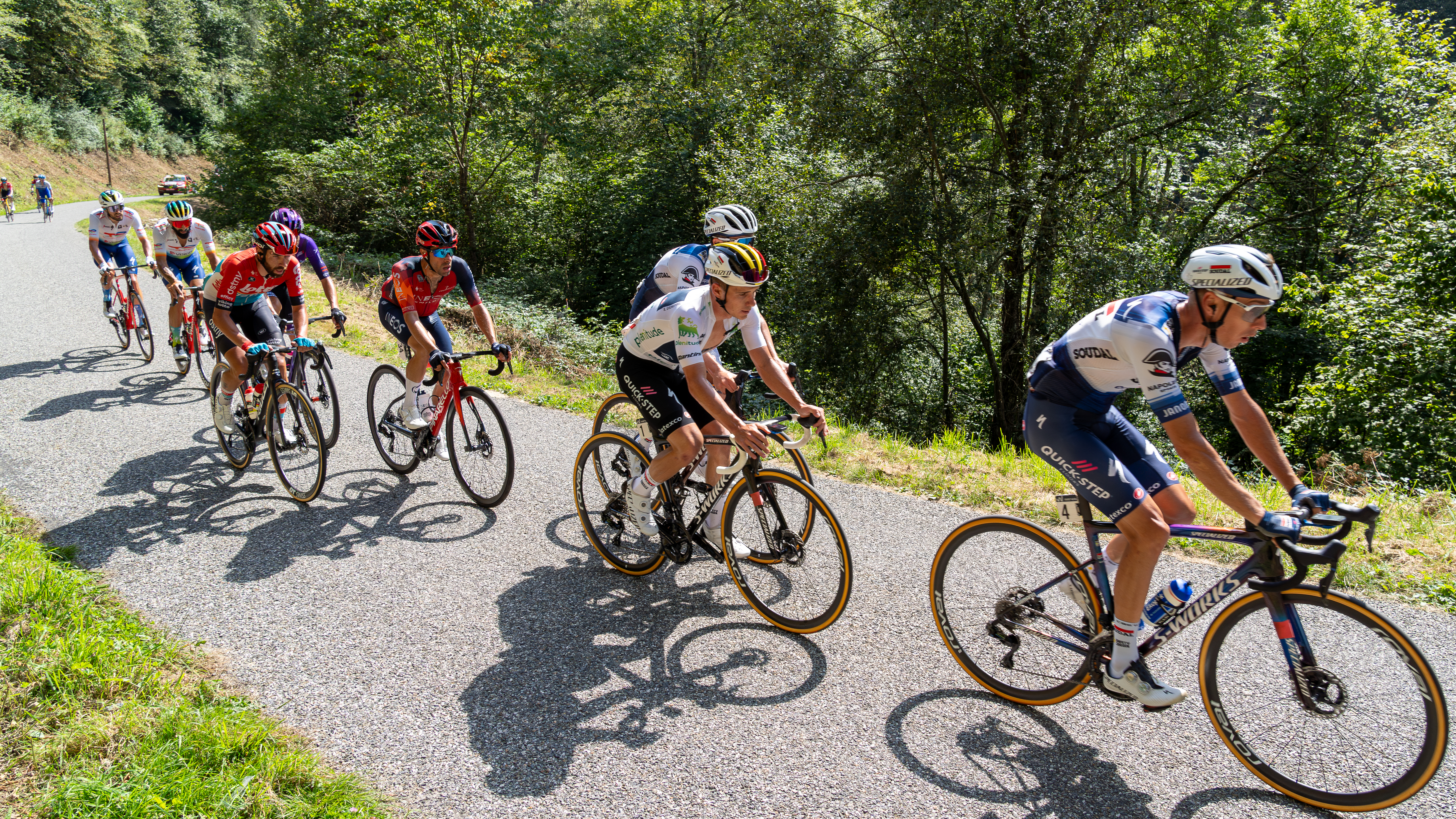
Remco Evenepoel entouré de deux équipiers.

## Résultats

### Classement de l'étape
| \| Classement de l'étape \| Classement de l'étape \| Classement de l'étape \| Classement de l'étape \| Classement de l'étape \| \| Coureur \| Coureur \| Pays \| Équipe \| Temps \| \| --------------------- \| --------------------- \| --------------------- \| --------------------- \| --------------------- \| \| 1er \| Jonas Vingegaard \| Danemark \| Jumbo-Visma \| 3 h 51 min 10 s \| \| 2e \| Sepp Kuss \| États-Unis \| Jumbo-Visma \| + 30 s \| \| 3e \| Primož Roglič \| Slovénie \| Jumbo-Visma \| + 33 s \| \| 4e \| Juan Ayuso \| Espagne \| UAE Team Emirates \| + 38 s \| \| 5e \| Cian Uijtdebroeks \| Belgique \| Bora-Hansgrohe \| + 38 s \| \| 6e \| Enric Mas \| Espagne \| Movistar Team \| + 40 s \| \| 7e \| Mikel Landa \| Espagne \| Bahrain Victorious \| + 1 min 15 s \| \| 8e \| Aleksandr Vlasov \| Bannière neutre \| Bora-Hansgrohe \| + 2 min 12 s \| \| 9e \| Steff Cras \| Belgique \| TotalEnergies \| + 2 min 32 s \| \| 10e \| Marc Soler \| Espagne \| UAE Team Emirates \| + 3 min 08 s \| |                   |                 |                    |                 |
| |                   |                 |                    |                 |
| Source : ProCyclingStats |                   |                 |                    |                 |
| Classement de l'étape |                   |                 |                    |                 |
| Coureur | Coureur           | Pays            | Équipe             | Temps           |
| 1er | Jonas Vingegaard  | Danemark        | Jumbo-Visma        | 3 h 51 min 10 s |
| 2e | Sepp Kuss         | États-Unis      | Jumbo-Visma        | + 30 s          |
| 3e | Primož Roglič     | Slovénie        | Jumbo-Visma        | + 33 s          |
| 4e | Juan Ayuso        | Espagne         | UAE Team Emirates  | + 38 s          |
| 5e | Cian Uijtdebroeks | Belgique        | Bora-Hansgrohe     | + 38 s          |
| 6e | Enric Mas         | Espagne         | Movistar Team      | + 40 s          |
| 7e | Mikel Landa       | Espagne         | Bahrain Victorious | + 1 min 15 s    |
| 8e | Aleksandr Vlasov  | Bannière neutre | Bora-Hansgrohe     | + 2 min 12 s    |
| 9e | Steff Cras        | Belgique        | TotalEnergies      | + 2 min 32 s    |
| 10e | Marc Soler        | Espagne         | UAE Team Emirates  | + 3 min 08 s    |

### Points attribués pour le classement par points
| Sprint intermédiaire Pierrefitte-Nestalas (km 103,7) | Sprint intermédiaire Pierrefitte-Nestalas (km 103,7) | Sprint intermédiaire Pierrefitte-Nestalas (km 103,7) | Sprint intermédiaire Pierrefitte-Nestalas (km 103,7) | Sprint intermédiaire Pierrefitte-Nestalas (km 103,7) |
| ---------------------------------------------------- | ---------------------------------------------------- | ---------------------------------------------------- | ---------------------------------------------------- | ---------------------------------------------------- |
|                                                      | Coureur                                              | Pays                                                 | Équipe                                               | Point(s)                                             |
| 1er                                                  | Robert Gesink                                        | Pays-Bas                                             | Jumbo-Visma                                          | 20                                                   |
| 2e                                                   | Wilco Kelderman                                      | Pays-Bas                                             | Jumbo-Visma                                          | 17                                                   |
| 3e                                                   | Juan Ayuso                                           | Espagne                                              | UAE Emirates                                         | 15                                                   |
| 4e                                                   | Einer Rubio                                          | Colombie                                             | Movistar                                             | 13                                                   |
| 5e                                                   | Emanuel Buchmann                                     | Allemagne                                            | Bora-Hansgrohe                                       | 10                                                   |
| modifier                                             |                                                      |                                                      |                                                      |                                                      |

| Arrivée d'étape Col du Tourmalet (km 134,7) | Arrivée d'étape Col du Tourmalet (km 134,7) | Arrivée d'étape Col du Tourmalet (km 134,7) | Arrivée d'étape Col du Tourmalet (km 134,7) | Arrivée d'étape Col du Tourmalet (km 134,7) |
| ------------------------------------------- | ------------------------------------------- | ------------------------------------------- | ------------------------------------------- | ------------------------------------------- |
|                                             | Coureur                                     | Pays                                        | Équipe                                      | Point(s)                                    |
| 1er                                         | Jonas Vingegaard                            | Danemark                                    | Jumbo-Visma                                 | 20                                          |
| 2e                                          | Sepp Kuss                                   | États-Unis                                  | Jumbo-Visma                                 | 17                                          |
| 3e                                          | Primož Roglič                               | Slovénie                                    | Jumbo-Visma                                 | 15                                          |
| 4e                                          | Juan Ayuso                                  | Espagne                                     | UAE Emirates                                | 13                                          |
| 5e                                          | Cian Uijtdebroeks                           | Belgique                                    | Bora-Hansgrohe                              | 11                                          |
| 6e                                          | Enric Mas                                   | Espagne                                     | Movistar                                    | 10                                          |
| 7e                                          | Mikel Landa                                 | Espagne                                     | Bahrain Victorious                          | 9                                           |
| 8e                                          | Aleksandr Vlasov                            |                                             | Bora-Hansgrohe                              | 8                                           |
| 9e                                          | Steff Cras                                  | Belgique                                    | TotalEnergies                               | 7                                           |
| 10e                                         | Marc Soler                                  | Espagne                                     | UAE Emirates                                | 6                                           |
| 11e                                         | Hugh Carthy                                 | Grande-Bretagne                             | EF Education-EasyPost                       | 5                                           |
| 12e                                         | David de la Cruz                            | Espagne                                     | Astana Qazaqstan                            | 4                                           |
| 13e                                         | Santiago Buitrago                           | Colombie                                    | Bahrain Victorious                          | 3                                           |
| 14e                                         | Juan Pedro López                            | Espagne                                     | Lidl-Trek                                   | 2                                           |
| 15e                                         | João Almeida                                | Portugal                                    | UAE Emirates                                | 1                                           |
| modifier                                    |                                             |                                             |                                             |                                             |

### Points attribués pour le classement du meilleur grimpeur
| Col du Pourtalet (km 4,4) 3e catégorie (4,4 km à 5,4%) | Col du Pourtalet (km 4,4) 3e catégorie (4,4 km à 5,4%) | Col du Pourtalet (km 4,4) 3e catégorie (4,4 km à 5,4%) | Col du Pourtalet (km 4,4) 3e catégorie (4,4 km à 5,4%) | Col du Pourtalet (km 4,4) 3e catégorie (4,4 km à 5,4%) |
| ------------------------------------------------------ | ------------------------------------------------------ | ------------------------------------------------------ | ------------------------------------------------------ | ------------------------------------------------------ |
|                                                        | Coureur                                                | Pays                                                   | Équipe                                                 | Point(s)                                               |
| 1er                                                    | Romain Bardet                                          | France                                                 | DSM-Firmenich                                          | 3                                                      |
| 2e                                                     | Max Poole                                              | Grande-Bretagne                                        | DSM-Firmenich                                          | 2                                                      |
| 3e                                                     | Pelayo Sánchez                                         | Espagne                                                | Burgos-BH                                              | 1                                                      |
| modifier                                               |                                                        |                                                        |                                                        |                                                        |

| Col d'Aubisque (km 48,7) Hors catégorie (16,5 km à 7,1%) | Col d'Aubisque (km 48,7) Hors catégorie (16,5 km à 7,1%) | Col d'Aubisque (km 48,7) Hors catégorie (16,5 km à 7,1%) | Col d'Aubisque (km 48,7) Hors catégorie (16,5 km à 7,1%) | Col d'Aubisque (km 48,7) Hors catégorie (16,5 km à 7,1%) |
| -------------------------------------------------------- | -------------------------------------------------------- | -------------------------------------------------------- | -------------------------------------------------------- | -------------------------------------------------------- |
|                                                          | Coureur                                                  | Pays                                                     | Équipe                                                   | Point(s)                                                 |
| 1er                                                      | Michael Storer                                           | Australie                                                | Groupama-FDJ                                             | 15                                                       |
| 2e                                                       | Andreas Kron                                             | Danemark                                                 | Lotto Dstny                                              | 10                                                       |
| 3e                                                       | Kenny Elissonde                                          | France                                                   | Lidl-Trek                                                | 6                                                        |
| 4e                                                       | Cristian Rodríguez                                       | Espagne                                                  | Arkéa-Samsic                                             | 4                                                        |
| 5e                                                       | Robert Gesink                                            | Pays-Bas                                                 | Jumbo-Visma                                              | 2                                                        |
| 6e                                                       | Dylan van Baarle                                         | Pays-Bas                                                 | Jumbo-Visma                                              | 1                                                        |
| modifier                                                 |                                                          |                                                          |                                                          |                                                          |

| Col de Spandelles (km 82) 1re catégorie (10,3 km à 8,3%) | Col de Spandelles (km 82) 1re catégorie (10,3 km à 8,3%) | Col de Spandelles (km 82) 1re catégorie (10,3 km à 8,3%) | Col de Spandelles (km 82) 1re catégorie (10,3 km à 8,3%) | Col de Spandelles (km 82) 1re catégorie (10,3 km à 8,3%) |
| -------------------------------------------------------- | -------------------------------------------------------- | -------------------------------------------------------- | -------------------------------------------------------- | -------------------------------------------------------- |
|                                                          | Coureur                                                  | Pays                                                     | Équipe                                                   | Point(s)                                                 |
| 1er                                                      | Michael Storer                                           | Australie                                                | Groupama-FDJ                                             | 10                                                       |
| 2e                                                       | Jonas Vingegaard                                         | Danemark                                                 | Jumbo-Visma                                              | 6                                                        |
| 3e                                                       | Juan Ayuso                                               | Espagne                                                  | UAE Emirates                                             | 4                                                        |
| 4e                                                       | Sepp Kuss                                                | États-Unis                                               | Jumbo-Visma                                              | 2                                                        |
| 5e                                                       | Enric Mas                                                | Espagne                                                  | Movistar                                                 | 1                                                        |
| modifier                                                 |                                                          |                                                          |                                                          |                                                          |

| Col du Tourmalet (km 134,7) Hors catégorie (18,9 km à 7,4%) | Col du Tourmalet (km 134,7) Hors catégorie (18,9 km à 7,4%) | Col du Tourmalet (km 134,7) Hors catégorie (18,9 km à 7,4%) | Col du Tourmalet (km 134,7) Hors catégorie (18,9 km à 7,4%) | Col du Tourmalet (km 134,7) Hors catégorie (18,9 km à 7,4%) |
| ----------------------------------------------------------- | ----------------------------------------------------------- | ----------------------------------------------------------- | ----------------------------------------------------------- | ----------------------------------------------------------- |
|                                                             | Coureur                                                     | Pays                                                        | Équipe                                                      | Point(s)                                                    |
| 1er                                                         | Jonas Vingegaard                                            | Danemark                                                    | Jumbo-Visma                                                 | 20                                                          |
| 2e                                                          | Sepp Kuss                                                   | États-Unis                                                  | Jumbo-Visma                                                 | 15                                                          |
| 3e                                                          | Primož Roglič                                               | Slovénie                                                    | Jumbo-Visma                                                 | 10                                                          |
| 4e                                                          | Juan Ayuso                                                  | Espagne                                                     | UAE Emirates                                                | 6                                                           |
| 5e                                                          | Cian Uijtdebroeks                                           | Belgique                                                    | Bora-Hansgrohe                                              | 4                                                           |
| 6e                                                          | Enric Mas                                                   | Espagne                                                     | Movistar                                                    | 2                                                           |
| modifier                                                    |                                                             |                                                             |                                                             |                                                             |

### Bonifications
|   | Coureur          | Pays      | Équipe       | Secondes |
| - | ---------------- | --------- | ------------ | -------- |
| 1 | Michael Storer   | Australie | Groupama-FDJ | 6 s      |
| 2 | Jonas Vingegaard | Danemark  | Jumbo-Visma  | 4 s      |
| 3 | Juan Ayuso       | Espagne   | UAE Emirates | 2 s      |

|   | Coureur          | Pays       | Équipe      | Secondes |
| - | ---------------- | ---------- | ----------- | -------- |
| 1 | Jonas Vingegaard | Danemark   | Jumbo-Visma | 10 s     |
| 2 | Sepp Kuss        | États-Unis | Jumbo-Visma | 6 s      |
| 3 | Primož Roglič    | Slovénie   | Jumbo-Visma | 4 s      |

### Prix de la combativité
- Michael Storer (Groupama-FDJ)

## Classements à l'issue de l'étape

### Classement général
| \| Classement général \| Classement général \| Classement général \| Classement général \| Classement général \| \| Coureur \| Coureur \| Pays \| Équipe \| Temps \| \| ------------------ \| ------------------ \| ------------------ \| ------------------ \| ------------------ \| \| 1er \| Sepp Kuss \| États-Unis \| Jumbo-Visma \| 46 h 42 min 54 s \| \| 2e \| Primož Roglič \| Slovénie \| Jumbo-Visma \| + 1 min 37 s \| \| 3e \| Jonas Vingegaard \| Danemark \| Jumbo-Visma \| + 1 min 44 s \| \| 4e \| Juan Ayuso \| Espagne \| UAE Team Emirates \| + 2 min 37 s \| \| 5e \| Enric Mas \| Espagne \| Movistar Team \| + 3 min 06 s \| \| 6e \| Marc Soler \| Espagne \| UAE Team Emirates \| + 3 min 10 s \| \| 7e \| Mikel Landa \| Espagne \| Bahrain Victorious \| + 4 min 12 s \| \| 8e \| Aleksandr Vlasov \| Bannière neutre \| Bora-Hansgrohe \| + 5 min 02 s \| \| 9e \| Cian Uijtdebroeks \| Belgique \| Bora-Hansgrohe \| + 5 min 30 s \| \| 10e \| João Almeida \| Portugal \| UAE Team Emirates \| + 8 min 39 s \| |                   |                 |                    |                  |
| |                   |                 |                    |                  |
| Source : ProCyclingStats |                   |                 |                    |                  |
| Classement général |                   |                 |                    |                  |
| Coureur | Coureur           | Pays            | Équipe             | Temps            |
| 1er | Sepp Kuss         | États-Unis      | Jumbo-Visma        | 46 h 42 min 54 s |
| 2e | Primož Roglič     | Slovénie        | Jumbo-Visma        | + 1 min 37 s     |
| 3e | Jonas Vingegaard  | Danemark        | Jumbo-Visma        | + 1 min 44 s     |
| 4e | Juan Ayuso        | Espagne         | UAE Team Emirates  | + 2 min 37 s     |
| 5e | Enric Mas         | Espagne         | Movistar Team      | + 3 min 06 s     |
| 6e | Marc Soler        | Espagne         | UAE Team Emirates  | + 3 min 10 s     |
| 7e | Mikel Landa       | Espagne         | Bahrain Victorious | + 4 min 12 s     |
| 8e | Aleksandr Vlasov  | Bannière neutre | Bora-Hansgrohe     | + 5 min 02 s     |
| 9e | Cian Uijtdebroeks | Belgique        | Bora-Hansgrohe     | + 5 min 30 s     |
| 10e | João Almeida      | Portugal        | UAE Team Emirates  | + 8 min 39 s     |

| Classement par points | Classement par points | Classement par points | Classement par points | Classement par points |
| Coureur               | Coureur               | Pays                  | Équipe                | Points                |
| --------------------- | --------------------- | --------------------- | --------------------- | --------------------- |
| 1er                   | Kaden Groves          | Australie             | Alpecin-Deceuninck    | 203 pts               |
| 2e                    | Marijn van den Berg   | Pays-Bas              | EF Education-EasyPost | 85 pts                |
| 3e                    | Primož Roglič         | Slovénie              | Jumbo-Visma           | 80 pts                |
| 4e                    | Remco Evenepoel       | Belgique              | Soudal Quick-Step     | 79 pts                |
| 5e                    | Marc Soler            | Espagne               | UAE Team Emirates     | 79 pts                |
| 6e                    | Sebastián Molano      | Colombie              | UAE Team Emirates     | 78 pts                |
| 7e                    | Andreas Kron          | Danemark              | Lotto Dstny           | 77 pts                |
| 8e                    | Sepp Kuss             | États-Unis            | Jumbo-Visma           | 76 pts                |
| 9e                    | Edward Theuns         | Belgique              | Lidl-Trek             | 72 pts                |
| 10e                   | Jonas Vingegaard      | Danemark              | Jumbo-Visma           | 69 pts                |

| Classement par points | Classement par points | Classement par points | Classement par points | Classement par points |
| Coureur               | Coureur               | Pays                  | Équipe                | Points                |
| --------------------- | --------------------- | --------------------- | --------------------- | --------------------- |
| 1er                   | Kaden Groves          | Australie             | Alpecin-Deceuninck    | 203 pts               |
| 2e                    | Marijn van den Berg   | Pays-Bas              | EF Education-EasyPost | 85 pts                |
| 3e                    | Primož Roglič         | Slovénie              | Jumbo-Visma           | 80 pts                |
| 4e                    | Remco Evenepoel       | Belgique              | Soudal Quick-Step     | 79 pts                |
| 5e                    | Marc Soler            | Espagne               | UAE Team Emirates     | 79 pts                |
| 6e                    | Sebastián Molano      | Colombie              | UAE Team Emirates     | 78 pts                |
| 7e                    | Andreas Kron          | Danemark              | Lotto Dstny           | 77 pts                |
| 8e                    | Sepp Kuss             | États-Unis            | Jumbo-Visma           | 76 pts                |
| 9e                    | Edward Theuns         | Belgique              | Lidl-Trek             | 72 pts                |
| 10e                   | Jonas Vingegaard      | Danemark              | Jumbo-Visma           | 69 pts                |

| Classement de la montagne | Classement de la montagne | Classement de la montagne | Classement de la montagne | Classement de la montagne |
| Coureur                   | Coureur                   | Pays                      | Équipe                    | Points                    |
| ------------------------- | ------------------------- | ------------------------- | ------------------------- | ------------------------- |
| 1er                       | Jonas Vingegaard          | Danemark                  | Jumbo-Visma               | 36 pts                    |
| 2e                        | Sepp Kuss                 | États-Unis                | Jumbo-Visma               | 27 pts                    |
| 3e                        | Michael Storer            | Australie                 | Groupama-FDJ              | 25 pts                    |
| 4e                        | Jesús Herrada             | Espagne                   | Cofidis                   | 22 pts                    |
| 5e                        | Eduardo Sepúlveda         | Argentine                 | Lotto Dstny               | 21 pts                    |
| 6e                        | Remco Evenepoel           | Belgique                  | Soudal Quick-Step         | 20 pts                    |
| 7e                        | Andreas Kron              | Danemark                  | Lotto Dstny               | 20 pts                    |
| 8e                        | Primož Roglič             | Slovénie                  | Jumbo-Visma               | 18 pts                    |
| 9e                        | Juan Ayuso                | Espagne                   | UAE Team Emirates         | 15 pts                    |
| 10e                       | Matteo Sobrero            | Italie                    | Team Jayco AlUla          | 11 pts                    |

| Classement de la montagne | Classement de la montagne | Classement de la montagne | Classement de la montagne | Classement de la montagne |
| Coureur                   | Coureur                   | Pays                      | Équipe                    | Points                    |
| ------------------------- | ------------------------- | ------------------------- | ------------------------- | ------------------------- |
| 1er                       | Jonas Vingegaard          | Danemark                  | Jumbo-Visma               | 36 pts                    |
| 2e                        | Sepp Kuss                 | États-Unis                | Jumbo-Visma               | 27 pts                    |
| 3e                        | Michael Storer            | Australie                 | Groupama-FDJ              | 25 pts                    |
| 4e                        | Jesús Herrada             | Espagne                   | Cofidis                   | 22 pts                    |
| 5e                        | Eduardo Sepúlveda         | Argentine                 | Lotto Dstny               | 21 pts                    |
| 6e                        | Remco Evenepoel           | Belgique                  | Soudal Quick-Step         | 20 pts                    |
| 7e                        | Andreas Kron              | Danemark                  | Lotto Dstny               | 20 pts                    |
| 8e                        | Primož Roglič             | Slovénie                  | Jumbo-Visma               | 18 pts                    |
| 9e                        | Juan Ayuso                | Espagne                   | UAE Team Emirates         | 15 pts                    |
| 10e                       | Matteo Sobrero            | Italie                    | Team Jayco AlUla          | 11 pts                    |

| Classement du meilleur jeune | Classement du meilleur jeune | Classement du meilleur jeune | Classement du meilleur jeune | Classement du meilleur jeune |
| Coureur                      | Coureur                      | Pays                         | Équipe                       | Temps                        |
| ---------------------------- | ---------------------------- | ---------------------------- | ---------------------------- | ---------------------------- |
| 1er                          | Juan Ayuso                   | Espagne                      | UAE Team Emirates            | 46 h 45 min 31 s             |
| 2e                           | Cian Uijtdebroeks            | Belgique                     | Bora-Hansgrohe               | + 2 min 53 s                 |
| 3e                           | João Almeida                 | Portugal                     | UAE Team Emirates            | + 6 min 02 s                 |
| 4e                           | Lenny Martinez               | France                       | Groupama-FDJ                 | + 7 min 26 s                 |
| 5e                           | Santiago Buitrago            | Colombie                     | Bahrain Victorious           | + 8 min 55 s                 |
| 6e                           | Einer Rubio                  | Colombie                     | Movistar Team                | + 14 min 45 s                |
| 7e                           | Remco Evenepoel              | Belgique                     | Soudal Quick-Step            | + 25 min 13 s                |
| 8e                           | Attila Valter                | Hongrie                      | Jumbo-Visma                  | + 30 min 20 s                |
| 9e                           | Antonio Tiberi               | Italie                       | Bahrain Victorious           | + 49 min 20 s                |
| 10e                          | Max Poole                    | Royaume-Uni                  | Team DSM-Firmenich           | + 1 h 04 min 11 s            |

| Classement du meilleur jeune | Classement du meilleur jeune | Classement du meilleur jeune | Classement du meilleur jeune | Classement du meilleur jeune |
| Coureur                      | Coureur                      | Pays                         | Équipe                       | Temps                        |
| ---------------------------- | ---------------------------- | ---------------------------- | ---------------------------- | ---------------------------- |
| 1er                          | Juan Ayuso                   | Espagne                      | UAE Team Emirates            | 46 h 45 min 31 s             |
| 2e                           | Cian Uijtdebroeks            | Belgique                     | Bora-Hansgrohe               | + 2 min 53 s                 |
| 3e                           | João Almeida                 | Portugal                     | UAE Team Emirates            | + 6 min 02 s                 |
| 4e                           | Lenny Martinez               | France                       | Groupama-FDJ                 | + 7 min 26 s                 |
| 5e                           | Santiago Buitrago            | Colombie                     | Bahrain Victorious           | + 8 min 55 s                 |
| 6e                           | Einer Rubio                  | Colombie                     | Movistar Team                | + 14 min 45 s                |
| 7e                           | Remco Evenepoel              | Belgique                     | Soudal Quick-Step            | + 25 min 13 s                |
| 8e                           | Attila Valter                | Hongrie                      | Jumbo-Visma                  | + 30 min 20 s                |
| 9e                           | Antonio Tiberi               | Italie                       | Bahrain Victorious           | + 49 min 20 s                |
| 10e                          | Max Poole                    | Royaume-Uni                  | Team DSM-Firmenich           | + 1 h 04 min 11 s            |

| Classement par équipes | Classement par équipes | Classement par équipes | Classement par équipes |
| Équipe                 | Équipe                 | Pays                   | Temps                  |
| ---------------------- | ---------------------- | ---------------------- | ---------------------- |
| 1re                    | Jumbo-Visma            | Pays-Bas               | 139 h 36 min 43 s      |
| 2e                     | UAE Team Emirates      | Émirats arabes unis    | + 10 min 27 s          |
| 3e                     | Bora-Hansgrohe         | Allemagne              | + 19 min 20 s          |
| 4e                     | Bahrain Victorious     | Bahreïn                | + 37 min 21 s          |
| 5e                     | Movistar Team          | Espagne                | + 1 h 03 min 05 s      |
| 6e                     | Groupama-FDJ           | France                 | + 1 h 25 min 19 s      |
| 7e                     | TotalEnergies          | France                 | + 1 h 42 min 12 s      |
| 8e                     | EF Education-EasyPost  | États-Unis             | + 1 h 42 min 37 s      |
| 9e                     | Ineos Grenadiers       | Royaume-Uni            | + 1 h 54 min 50 s      |
| 10e                    | Astana Qazaqstan Team  | Kazakhstan             | + 1 h 57 min 10 s      |

| Classement par équipes | Classement par équipes | Classement par équipes | Classement par équipes |
| Équipe                 | Équipe                 | Pays                   | Temps                  |
| ---------------------- | ---------------------- | ---------------------- | ---------------------- |
| 1re                    | Jumbo-Visma            | Pays-Bas               | 139 h 36 min 43 s      |
| 2e                     | UAE Team Emirates      | Émirats arabes unis    | + 10 min 27 s          |
| 3e                     | Bora-Hansgrohe         | Allemagne              | + 19 min 20 s          |
| 4e                     | Bahrain Victorious     | Bahreïn                | + 37 min 21 s          |
| 5e                     | Movistar Team          | Espagne                | + 1 h 03 min 05 s      |
| 6e                     | Groupama-FDJ           | France                 | + 1 h 25 min 19 s      |
| 7e                     | TotalEnergies          | France                 | + 1 h 42 min 12 s      |
| 8e                     | EF Education-EasyPost  | États-Unis             | + 1 h 42 min 37 s      |
| 9e                     | Ineos Grenadiers       | Royaume-Uni            | + 1 h 54 min 50 s      |
| 10e                    | Astana Qazaqstan Team  | Kazakhstan             | + 1 h 57 min 10 s      |

## Abandons
- Orluis Aular (Caja Rural-Seguros RGA) : non partant
- Robbe Ghys (Alpecin-Deceuninck) : non partant
- Alan Jousseaume (TotalEnergies) : non partant
- Callum Scotson (Jayco AlUla) : abandon